# Apellido compuesto alavés
El apellido compuesto alavés (Álava, País Vasco, España) se caracteriza por constar de un patronímico, normalmente castellano (ocasionalmente de origen vasco), y un toponímico local, separados por la preposición de; por ejemplo, «Martínez de Eulate».
Este tipo de apellido compuesto fue muy común a partir del siglo XIV en Guipúzcoa, Navarra, Soria, Burgos, Logroño y en toda la cornisa cantábrica en general, pero después del siglo XVI solo ha perdurado mayoritariamente en Álava y en algunas áreas en el norte y centro de Navarra.
Cada año son más los alaveses que quieren recuperar su apellido compuesto, perdido por omisión durante los primeros años del Registro Civil, allá por 1871, cuando se solía inscribir al recién nacido solo con una parte del apellido.